# Шизоидно разстройство на личността
Шизоидното разстройство на личността (SPD) е личностно разстройство, характеризиращо се с липса на интерес към социални връзки, предпочитание към уединен начин на живот и емоционална студенина. SPD е рядко състояние в сравнение с други личностни разстройства. Едва 1% от световното население има този проблем.

## Диагноза и профил

### Критерии на МКБ-10
Според МКБ-10 шизоидното личностно разстройство се характеризира с поне три от следните критерии:
- Емоционален хлад, отчужденост или слаба привързаност.
- Ограничена способност да се изразяват позитивни или негативни емоции към околните.
- Постоянно предпочитане на самотни дейности.
- Много малко, ако изобщо има такива, близки приятели или връзки и липса на желание за такива.
- Безразличие към критика и/или хвалби.
- Изпитва удоволствие към малко дейности.
- Безразличие към социалните норми и разговори.
- Зает с фантазиране и интроспекция.
- Липса на желание за сексуални преживявания.

### Критерии на DSM-IV-TR
Критерият на DSM-IV-TR, широко известно ръководство за диагностициране на ментални разстройства, дефинира SPD като:
А. Постоянен модел на отчужденост от социалните връзки и ограничен набор на изразяване на емоциите сред хора, започвайки от ранна младежка възраст, както е посочено от четири или повече от следните:
- нито желае, нито се радва на близки отношения, включително и това да е част от семейство;
- почти винаги избира самотни дейности;
- има слаб, ако изобщо, интерес към сексуални връзки;
- изпитва удоволствие от малко дейности;
- липса на приятели или довереници;
- изглежда безразличен към хвалбите или критиката на другите;
- изразява емоционален хлад, страни от другите и не показва загриженост.

Б. Не се случва в случай на шизофрения, личностно разстройство с психотични страни, друго психотично разстройство или разстройство на развитието и не е повлияно от директните психологични ефекти на друго клинично състояние.
DSM-IV, което е по-ранна версия на ръководството, твърди, че човек с SPD може да бъде чувствителен към мненията на други и може дори да се почувства самотен, но не може да направи нищо по въпроса заради състоянието си.

### Критерии на PDM
Ръководство за психодинамични диагнози P101. Шизоидни разстройства на личността:
- Силно чувствителни, срамежливи и лесно стимулирани.
- Страх /желание за самота.
- Емоционална болка при свърхстимулиране, силни емоции, които трябва да бъдат потиснати.
- Зависимостта и любовта са опасни.
- Социалният свят е опасно поглъщащ.
- Отдалеченост, зает със собствената си фантазия.

### Критерии на Гънтрип
Ралф Клайн, клиничен директор на Мастерсънския институт, посочва следните девет характеристики на шизоидната личност, описани от Хари Гънтрип: интроверсия, отдалеченост, нарцисизъм, разчита на себе си, чувство за превъзходство, липса на загриженост, самота, деперсонализация и регресия.

#### Интроверсия
Гънтрип: „Според значението на термина, шизоидът е описан като отрязан от света в емоционален смисъл. Това либидно желание е насочено навътре към вътрешни обекти и той изживява напрегнат вътрешен живот, често преливащ от смайващо богатство на фантазия и въображение. Това въображение обаче е държано скрито.“ Шизоидната личност е отрязана от действителността до такава степен, че често смята външната реалност за опасна. Естествен човешки отговор е да се отдалечи от източниците на опасност и да се насочи към източници на безопасност. Шизоидният индивид е предимно загрижен с избягването на опасност и подсигуряването на сигурност.

#### Отчужденост
Според Гънтрип, отчуждеността означава странене от външния свят, другата страна на интроверсията. Макар да има индивиди, които ще странят очевидно, това е само частица от тях. Много шизоидни индивиди навлизат в интерактивен личностен стил. Те могат да изглеждат свободни, заинтересовани и включени в разговорите с други, но реално, те са емоционално странящи и покрити на безопасно място във вътрешния си свят. Макар страненето от външния свят да е характеристика на шизоидната патология, то понякога е външно, понякога – вътрешно. Когато е външно, то пасва на описанието на шизоидната личност. Точно толкова често то е и вътрешно, скрито в съзнанието на пациента.
Каквото вижда невъоръженото око не винаги е точното състояние на субективния, вътрешен свят на пациента. Не бива да се бърка интроверсията с безразличие. Не бива да се пропуска идентифицирането на шизоидния пациент само защото не може да се види гората на страненето на пациента през дърветата на защитното и допълващо взаимодействие с външния свят.

#### Нарцисизъм
Гънтрип: „Нарицисизмът е характеристика, която се надига от предимно вътрешния свят на шизоида. Въпросът е дали напрегнатият вътрешен живот на шизоида се дължи на желание за притежаване на външи обекти или да се отдръпне от външния, към един по-безопасен вътрешен свят.“ Нуждата от близост, като основна мотивационна сила, е силна при шизоида колкото и при всяка друга личност. Но тъй като предпочитаните обекти на шизоида са вътрешни, той или тя намира безопасност без да се свързва или сближава с обекти от външния свят.

#### Разчитане на себе си
Гънтрип пише: „Тази вътрешна нарцистична самостоятелност е защита срещу тревогата да не се наложи да излезе и да си има работа с други хора.“ Колкото повече разчитат на себе си, толкова по-малко те разчитат на други хора и няма нужда да се откриват пред потенциалните опасности, свързани с това разчитане или, още по-лошо, зависимост. Огромна част от шизоидните индивиди показват огромен капацитет на самостоятелност, умеят да се справят сами и са независими в ръководенето на световете си.

#### Чувство за превъзходство
Гънтрип заявява: „Чувството за превъзходство обикновено върви със самостоятелността. Един човек няма нужда от други хора, те могат да бъдат заменени... Това често води до чувство, че си различен от другите.“ Чувството за превъзходство на шизоида няма нищо общо с грандиозното „аз“ на нарцистичното разстройство. То не дава на шизоида нуждата да подценява или отстранява другите, които са смятани за обиждащи, критикуващи или унизителни. Този тип превъзходство е описано от един шизоиден младеж: „Ако аз съм по-добър от другите, ако съм над тях, то аз не се нуждая от тях. Когато казвам, че съм над другите, това не означава, че се чувствам по-велик, означава, че съм далеч от тях, на безопасно разстояние.“

#### Липса на загриженост
Според Гънтрип: „Липсата на загриженост в някои ситуации е неизбежна част от общата картина.“ Заради огромната инвестиция в себе си – нуждата да си затворен, самостоятелен и отговорен – има неизбежна намеса на желанието да се допреш до опита на друг, да бъдеш съпричастен и чувствителен. Често тези неща са на заден план, лукс, който идва едва след като е сигурна защитната позиция на човека. Субективният резултат е загубата на загрижеността. При някои пациенти, липсата на загриженост присъства до такава степен, че безчувствието достига крайности като цинизъм или дори грубост. Пациентът няма представа как коментарите или действията му ще засегнат другите. По-често липсата на загриженост е резултат от искрено объркване, чувство, че нещо липсва в емоционалния живот.

#### Самота
Гънтрип твърди, че: „Самотата е неизбежен резултат от шизоидната интроверсия и премахването на външни отношения. Разкрива се в напрегнатия копнеж за приятелство и любов, което често пробива на повърхността. Самотата насред тълпа е резултатът от отрязването на външния свят при шизоида.“ Това е често явление при шизоида и често остава незабелязано. За разлика от познатата карикатура на шизоида като незагрижен и студен, повечето шизоидни личности, които се обръщат към терапевт, в един момент от лечението си изразяват копнежа си за приятелство и любов. Това не е пациентът, описан в DSM. Подобен копнеж обаче може да не се прояви, освен във вътрешния свят на шизоида, до който терапевтът е възможно дълго време да не получи достъп.
Има много малко шизоидни личности (класическите шизоиди на DSM), за които надеждата за връзка е толкова минимална, че е почти изчезнала, затова копнежът за близост е почти неразличим и за самите личности. Тези индивиди не се обръщат за помощ към терапевт. Шизоидната личност, която става пациент го прави заради самотата и копнежа. Шизоидният пациент все още вярва, че е възможна някаква връзка или близост и е подходящ за психотерапия. Иронията е в това, че терапевтите на DSM може да подходят към пациента с терапевтичен песимизъм, ако не и нихилизъм, бъркайки умореността на пациента с безразличие, а предпазливостта му – със студенина.

#### Деперсонализация
Гънтрип описва деперсонализацията като загуба на чувство за личност и индивидуалност. Деперсонализацията е отделителна защита. Тя се описва от пациента като изключване, когато тревогата изглежда непреодолима. Тя е крайна форма на описаната по-рано загуба на загриженост. Дали загубата на афект е по-хронично състояние при шизоида, деперсонализацията е остра защита срещу по-внезапните преживявания на непреодолима тревога или опасност.

#### Регресия
Гънтрип определя регресията като: „При осъзнаването на факта, че шизоидната личност в най-лошия случай се чувства победен от външния си свят, той преминава в отстъпление както навътре, така и назад, в безопасността на метафоричната утроба.“ Подобен процес на регресия посочва два различни механизма: вътрешен и заден. Вътрешната регресия говори за разчитането на примитивните форми на фантазията и затвореността, често чрез автоеротика или асексуална натура. Задната регресия в безопасността на утробата е уникален шизоиден феномен и представлява най-напрегнатата форма на шизодно уединение в опит да се открие безопасност и да се избегне унищожение от външната реалност. Фантазията за регресиране в утробата е фантазия за регресиране в място на съвършена безопасност.
Описанието на деветте характеристики, отбелязани от Гънтрип, носи по-ясна представа за разликите, съществуващи между традиционното описание (DSM) на шизоидното разстройство и традиционния психоаналитично информиран поглед (обективни отношения). Всички девет характеристики са постоянни вътрешно. Повечето, ако не всички, трябва да бъдат представени в случай на диагноза на разстройството.

## Взаимоотношения
Според Гъндерсон: „хора със SPD се чувстват „изгубени“ без хората, които обикновено са около тях, защото имат нужда от чувство за сигурност и стабилност". Когато личното пространство на пациента обаче бъде нарушено, те чувстват задушаване и имат нуждата да се освободят и да станат независими. Хората със SPD са най-щастливи, когато са във връзка, в която партньорът им има малко емоционални или интимни настоявания към тях, тъй като те не се опитват да избегнат самите хора, а негативните и позитивните емоции, емоционалната интимност и разкриването на чувства. Това означава, че е възможно шизоидната личност да създава връзки с други, базирани на интелектуални, физически, семейни, заети или потомствени дейности, стига тези модели на свързване да не изискват или притискат към нужда от емоционална интимност, която индивидът ще отхвърли.
Доналд Уиникот сумира шизоидната нужда да се модулира емоционалното взаимодействие с околните чрез своята отдаденост, според която шизоидните личности „предпочитат да създават връзки по собствените си правила, а не според условията на импулсите на други хора“, а ако не могат да го направят, те предпочитат изолация.
Хората със SPD изглеждат разсеяни, студени и безразлични, което води до социални проблеми. Повечето индвиди, диагностицирани със SPD имат трудности при създаването на лични взаимоотношения или да изразят чувствата си по разбираем начин и може да останат пасивни в неподходящи ситуации. Комуникацията им с други хора изглежда безразлична и кратка. Заради липсата и на комуникация с други хора, диагнозираните със SPD не са способни да се видят отвън и доколко се разбират с другите. Това е важно, за да могат те да са наясно със себе си и собствените си действия в социална среда. Р.Д. Лайнг предлага, че без да бъдат обогатявани с дози междуличностна реалност се получава себеизчерпване, в което личността се изпразва все повече, водейки до чувството на нереалност.

## Други проблеми
Под стрес, някои хора с шизоидно разстройство може да изпитат кратка отговаряща психоза. Те също понякога развиват патологично разчитане на фантазиране на дейности в помощ на отдалечаването от света. Погледнато така, фантазията съдържа ядрен компонент в „себеизгнанието" си, макар че погледнато по-отблизо се разкрива много по-сложно оттегляне. Въображението му е вид отношение към света. То е „резервна“ връзка, характеризирана от идеализирани, защитни и допълващи механизми. То е изражение на себеизгнанието, защото е свободно от опасностите при емоционалните връзки с истински хора и ситуации. Според Клайн, то е „изражение на Аза, борещо се да се свърже с обекти, макар и вътрешни. Въображението позволява на шизоидните пациенти да се чувстват свързани и все пак свободни от затвора на връзките. Накратко, във въображението си индивидът може да изпита привързаност (към вътрешни обекти) и все пак да бъде свободен.“ Шизоидната патология се разглежда в работи на Лайнг (1960 г.), Уиникот (1971 г.) и Клайн (1995 г.).
Според Зайнфелд, шизоидните личности често използват алкохол или други наркотични вещества като заместител за човешките връзки. Замяната на човешки с нечовешки обект служи като защита. Чрез примери как индивидът създава лично отношение с наркотика, Зайнфелд разказва как един пристрастен нарекъл хероина своя „успокояващ бял любимец“. Друг нарекъл тревата „лошата си майка.“ Познавах пристрастена жена, определяща тревата като свое „гадже.“ Не всички пристрастени именуват наркотика си, но често има следа от лично чувство към връзката. Наблюденията показват, че употребата на наркотик или алкохол подсилва съюза на фантазията им с вътрешните обекти, като в същото време ги прави безразлични към външния свят. Затова на пристрастието се гледа като шизоидна и симбиотична защита.
С.Ц. Екълбъри предполага, че „марихуаната може да е най-его-синотичното вещество за индивиди със SPD, защото позволява далечно състояние на фантазията и уединение от околността, снабдява ги с по-богато вътрешно преживяване от това, което те могат да си създадат и намалява чувството на празнота и провал. Също така алкохолът е друго очевидно пристрастие за тези индивиди. Някои ще използват и двете и няма да видят причина да се откажат от което и да е. Те най-вероятно ще ги използват в изолация заради ефектите на вътрешните процеси.“
Според Ралф Клайн самоубийството също може да бъде бягство за шизоидните, макар че едва ли наистина биха опитали. Те ще бъдат депресирани и в лошо настроение, когато всички възможни връзки са отрязани, но докато има някакво взаимоотношение или дори надежда, рискът ще бъде нисък. Идеята за самоубийство е водеща сила срещу шизоидните защити на индивида. Както Клайн твърди: „За някои шизоидни пациенти, присъствието на тази идея е като едва различим пейзажен звук и рядко достига нива, достигащи съзнанието. При някои тя е зловещо присъствие, емоционален меч на Дамокъл. Във всеки случай, това е скрита заплаха, която всички изпитват.“

## SPD и други разстройства
SPD е по-често срещано сред мъжете, отколкото сред жените, макар че причина за това да е факта, че шизоидните симптоми само много малко приемани сред жените.
Макар SPD да дели няколко черти с други психологични кондиции, има няколко важни и различаващи черти:
- Макар че хората със SPD също могат да изпаднат в клинична депресия, това не се случва винаги. За разлика от депресираните хора, тези със SPD не се смятат за по-низши от останалите, въпреки че вероятно ще разберат, че са различни.
- За разлика от Странящото личностно разстройство, тези със SPD не избягват социални интеграции заради тревога или чувство на некомпетентност, а защото са основно безразлични към социалните връзки; в проучване през 1989 г., обаче, „в шизоидните и странящите личности са открити еднакви нива на тревога, депресия и психотични тенденции.“
- За разлика от синдрома на Аспергер, SPD не включва увреждане в невербалната комуникация (т.е. липса на визуален контакт или необичаен тон на говора), модели на ограничени интереси или повтарящи се състояния (стриктност към рутините или ритуалите или необичайно силен интерес в единствена тема). Макар и подобен на синдрома на Аспергер, SPD се характеризира с видно държание, по-лесно приспособяване като възрастен и леко повишен риск от шизофрения.

## Лечение
Лечението не винаги е нужно, тъй като хората с този личностен тип може да не ги е грижа дали са в това състояние, затова не търсят психологично лечение, освен когато са задължени да започнат терапия, за да разрешат друг проблем, като пристрастяването. Тъй като шизоидните черти са много подобни на негативните шизофренични симптоми, атипичната антипсихоза може да успее да ги облекчи. Търсещите лечение имат избор да започнат медикация или терапия. При медикация, SPD има подобни негативни симптоми като на шизофренията – анхедония, слаба загриженост и умора. Лекарството, използвано за лечение на негативните симптоми е рисперидон. Преди това не е имало психопатично лекарство, влияещо на тези симптоми. Според Джосеф, малките дози рисперидон или оланзапин действат и при социален дефицит и притъпен афект, велбутрин (бупропион) за анхедония. Ниски дози бензодиазепини и бета-блокери помагат и при социалната тревога. При SPD обаче, социалната тревога обаче може да не е основна загриженост. Марк Цимерман предлага следните въпроси за оценяване на пациенти със SPD:
- В добри отношения ли сте с приятели или семейството си? Ако да, с кого? Ако не, това притеснява ли ви?
- Желаете ли да имате по-близки отношения с други? Някои хора предпочитат да прекарват повече време сами, други предпочитат да са сред хора.
- Как описвате себе си?
- Често ли избирате да вършите нещо сам?
- Ще ви пречи ли да прекарате дълго време без сексуална връзка?
- Сексуалният ви живот струва ли ви се важен или можете и без него?
- На какви дейности се наслаждавате?
- Доверявате ли се на някой, който не е от семейството ви?
- Как реагирате, когато някой ви критикува?
- Как реагирате при комплимент? 
 Отбележете дали индивидите ви гледат в очите, дали се усмихват или изразяват невербален афект.

Според Бек и Фрийман, хората със SPD имат „дефектно персептуално сканиране, което резултира в пропускането на намеци около тях. То се характеризира от тенденция да не забележат разликите в околната среда.“ Забелязването на различни събития само подсилва страха им към интимността и ги ограничава във връзките им. Също заради отвеяността им, тази бариера не им позволява да използват социалните си умения и държание в помощ за преследване на тези връзки. Следователно, социализиращите групи може да помогнат на тези хора. Както казва Уил, образователните стратегии действат и при хора със SPD като им помагат да идентифицират позитивните и негативните емоции. Те използват идентификацията, за да научават неща за собствените си емоции, емоциите, които предизвикват в другите и емоциите на другите хора, с които общуват. Това помага на хората със SPD да създадат съпричастие към външния свят.

### Краткосрочно лечение: компромис
Според Ралф Клайн, клиничен директор на Мастерсънския институт, компромисът означава, че шизоидният пациент е близо до изпитване на позициите между крайна емоционална близост и постоянно изгнание.
Както Лайнг споменава, без да бъде обогатен от дози междуличностна реалност се появява състояние, в което себеобразът на шизоидната личност става все по-празен, водейки до усещането за нереалност. За да се създаде по-адаптивна и себеобогатяваща интеракция с останалите, в които той „се чувства истински“, пациентът е окуражен да рискува като създава по-малко междуличностно разстояние чрез по-дълбока връзка, комуникация и споделянето на идеи, чувства и действия. Компромисът означава, че макар уязвимостта на шизоидния пациент към тревогата не е преодоляна, тя е сменена и се управлява по-адаптивно. Тук терапевтът повтаря на пациента, че тревогата е неизбежна, но контролируема, без някакви илюзии, че тази уязвимост може да бъде премахната за постоянно. Ограничаващият фактор е точката, в която опасностите при интимност стават твърде големи и пациентът веднага трябва да отстъпи.
Клайн предлага, че компромисът трябва директно да бъде заявен: „Изглежда ми, че за да постигнеш целите си, е нужно да рискуваш“ или „Изглежда ми, че желанието ти да дойдеш тук (за терапия) и да се бориш с тревогите си е отразено от желанието ти да предизвикаш себе си извън това място“, или „Изглежда ми, че усилията ти да се свържеш с мен са само половината битка, другата половина трябва да се проведе в по-опасната арена на живота ти извън този офис“, т.е. терапевтът постоянно намеква, че това са предположенията на терапевта. Той или тя не чете ума на пациента, нито полага дилема, просто заявява мнението си. Също така позицията на терапевта е издължение на желанието на пациента за лечение. Накрая терапевтът специфично насочва вниманието към действия извън офиса.

### Дългосрочна терапия: привикване
Клайн предлага, че „привикването“ е втората дългосрочна опция за психотерапевтична работа с шизоидни пациенти. Целите ѝ са фундаментална смяна на старите навици на мислене и чувства и да се оттърват от уязвимостта да изпитат тези емоции, свързани със старите усещания и мисли. Използва се нова операция на „спомняне с чувство“.
Трябва да се помни с чувство как е стигнал до фалшивата си същност през детството си. Това означава, че трябва да си спомни условията и събитията, попречили на свободата на индивида да се изрази в компанията на други. Помненето с чувство води пациента до разбирането, че той или тя не е имал/а избор в процеса на развиването на шизоидна позиция към останалите. Пациентът е нямал възможността да избира от селекция възможни начини да изрази себе си или да общува с други, вместо това пациентът е имал малко или никакви опции. Фалшивата самоличност е най-добрият начин, по който пациентът да изпита постоянно признание и одобрение (емоционалните припаси, нужни за емоционално оцеляване), като в същото време отблъсква ефектите на депресията.
Ако целта на краткосрочната терапия е пациентите да разберат, че не са това, което изглеждат, и се насърчават да действат по различен начин, дългосрочната цел на „привикването“ е пациентите да разберат кои и какви са като човешки същества, какво са наистина и какво съдържат. Целта не се постига чрез внезапното откритие на талантливия и креативен вътрешен живот на пациента, а представлява процес на бавно освобождаване на себе си от затвора на изгнаническата депресия, за да се появи възможността да се открие потенциал. Това е процес на експериментиране със спонтанните, недействащи елементи, които могат да бъдат изпитани във връзките с другите. Привикването на изгнаническата депресия е сложен, дълъг и объркат процес, който може да бъде болезнено преживяване при някои спомени и бъдещи усещания. Включва скърбене за загубата на илюзията, че пациентът е имал адекватна подкрепа при появата на истинското си Аз. Също така е скърбене за загубата на личност, на фалшивата самоличност, която индивидът е създал и с която той или тя е общувал през по-голямата част от живота си. Премахването на фалшивото Аз изисква заличаването на единствения начин, който пациентът е познавал в разговор с останалите, интеракция, която е била по-добра от нестабилното, организирано преживяване на Аза, независимо колко фалшива, защитна или унищожителна може да е била тази личност.
Според Клайн премахването на фалшивото Аз „оставя разклатената истинска личност с възможността да обърне потенциала си и възможностите си в реалност.“ Процесът на привикването носи със себе си собствени уникални награди, сред които най-важен елемент е растящото осъзнаване от личността, че има фундаментална, вътрешна нужда за разчитане, която може да се изрази по няколко начина. „Само шизоидните пациенти“ предлага Клайн, „които са привикнали към изгнаническата депресия... вярват, че капацитетът на разчитаемостта и желанието за такава са вшити в структирата на същността им, че наистина е част от пациента и какво съдържат като човешки същества. Това чувство най-сетне позволява на шизоида да почувства най-интимното чувство, че е свързан с човечността като цяло и с друг човек като личност. За шизоидния пациент тази степен е най-благодарното разкритие и нов организатор на собственото преживяване.“